# Université de médecine de Pyongyang
L’université de médecine de Pyongyang est la plus prestigieuse université de médecine de Corée du Nord.

## Histoire
Après que le département des sciences médicales de l'université Kim Il-sung ait été séparé en 1948, l'université de médecine de Pyongyang a été officiellement fondée par le gouvernement nord-coréen.
En 1962, Kim Bong-han, alors professeur à l'université de médecine de Pyongyang, a rapporté la découverte de structure anatomiques relatives aux méridiens en acupuncture. Ces structures ont été nommées corpuscules de Bonghan  (BHCs) et conduits de Bonghan (BHDs).
Le 24 novembre 2010, le dirigeant de la Corée du Nord, Kim Jong-il, a fait une visite à l'université.